# Limonia sociabilis
Limonia sociabilis är en tvåvingeart som först beskrevs av Osten Sacken 1869.  Limonia sociabilis ingår i släktet Limonia och familjen småharkrankar. Inga underarter finns listade i Catalogue of Life.